# Университет „Лавал“
Университетът „Лавал“ (на френски: Université Laval) е френскоезичен обществен университет в град Квебек, столицата на френскоезичната провинция Квебек в Канада.
Сградите на университета са разположени в старата част на града, която е под защитата на ЮНЕСКО.

## История
Университетът води произхода си от Квебекската семинария (Séminaire de Québec), основана като първото училище в Нова Франция (френските колонии в Северна Америка) от първия ѝ епископ Франсоа дьо Монморанси-Лавал (François de Montmorency-Laval) през 1663 г.
Почти 2 века по-късно на нейна основа като първото висше френскоезично училище в Квебек, Канада и Америка е създаден университетът „Лавал“ през 1852 г.